# Der Ursprung der Familie, des Privateigenthums und des Staats

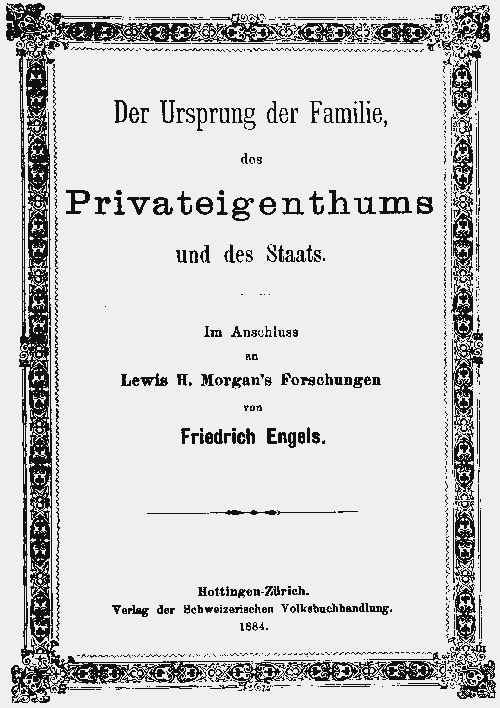
Der Ursprung der Familie, des Privateigenthums und des Staats.
1884

Der Ursprung der Familie, des Privateigenthums und des Staats. Im Anschluss an Lewis H. Morgan’s Forschungen ist eine von Friedrich Engels verfasste Untersuchung, die 1884 erschien. Über ihre kanonische Bedeutung für den Marxismus hinaus war sie ein anspruchsvoller theoretischer Wurf, der zusammen mit den Studien von Lewis H. Morgan die Anfänge der künftigen Familien-, Wirtschafts- und Staatssoziologie stark beeinflusste.

## Entstehungs- und Veröffentlichungsgeschichte
Engels verfasste die Schrift zwischen Ende März und dem 26. Mai 1884; im Oktober des Jahres wurde sie im schweizerischen Hottingen veröffentlicht. Sie basiert auf marxschen Manuskripten über Lewis H. Morgans Schrift Ancient Society. Bis 1891 wurde die Schrift auf Italienisch, Rumänisch und Dänisch veröffentlicht, ebenso war eine französische Ausgabe geplant. 1892 folgte eine vierte deutschsprachige, erweiterte Auflage mit einem Vorwort Engels’, dieses Vorwort wurde zuerst unter dem Titel Zur Urgeschichte der Familie (Bachofen, MacLennan, Morgan) in der Zeitschrift Die Neue Zeit veröffentlicht. Engels versuchte in dieser Neuauflage, den gegenwärtigen Forschungsstand einzuarbeiten; so griff er beispielsweise Studien über die patriarchalische Hausgenossenschaft des russischen Historikers Maxim Kowalewski auf, dem er ein Exemplar mit einer persönlichen Widmung übersandte. Im 2. Kapitel findet sich des Weiteren eine knapp zehn Seiten lange Ergänzung über die gegenwärtigen Formen der Ehe und „individueller Geschlechtsliebe“. Im 6. Kapitel wurde von Engels eine Kritik an Theodor Mommsens Vorstellung der „römischen Gentilordnung“ hinzugefügt. 1894 wurde die Schrift ins Russische übersetzt, sie war das erste legal veröffentlichte Werk Engels’ in Russland.
Der Text in den Marx-Engels-Werken folgt der vierten erweiterten Auflage, Stuttgart 1892, veröffentlicht von Johann Heinrich Wilhelm Dietz. Im Marxists Internet Archive ist die Schrift in 13 Sprachen abrufbar.

## Inhalt
Das Werk enthält folgende Kapitel:
Vorwort zur ersten Auflage 1884
I. Vorgeschichtliche Kulturstufen (1. Wildheit, 2. Barbarei)
II. Die Familie (1. Blutverwandtschaftsfamilie, 2. Punaluafamilie, 3. Paarungsfamilie, 4. monogame Familie)
III. Die irokesische Gens
IV. Die griechische Gens
V. Entstehung des athenischen Staats
VI. Gens und Staat in Rom
VII. Die Gens bei den Kelten und Deutschen
VIII. Die Staatsbildung der Deutschen
IX. Barbarei und Zivilisation

### Vorwort zur ersten Auflage 1884
Engels ordnet im Vorwort seine Untersuchung in seine und Karl Marx’ materialistische Arbeiten ein. Grundlage für die Überlegungen ist die Annahme, dass der letztentscheidende und damit fundamentale Aspekt in der Geschichte die „Produktion und Reproduktion des unmittelbaren Lebens“ darstellt. Die Prämisse ist, dass sich der Staat im Gegensatz zu den alten Gesellschaften, die auf Geschlechtsverbänden (Stämme oder gens) basieren, insofern von der besitzenden Klasse geprägt ist, als er sich durch Ortsverbände als Untereinheiten strukturiert, die wiederum durch Familien organisiert sind. Familien aber sind vor allem durch Eigentumsverhältnisse strukturiert, wie die anschließende Herleitung der vorzivilisatorischen Familienstrukturen belegen soll.

### I. Vorgeschichtliche Kulturstufen
Anschließend an Morgan charakterisierte Engels drei Hauptepochen der Gesellschaftsentwicklung, von denen er wie Morgan die ersten beiden und den Übergang zur dritten untersuchte: Wildheit (oder auch Urkommunismus), Barbarei und Zivilisation. Die beiden ersten Epochen werden weiter Morgan folgend in eine untere, mittlere und obere Stufe unterteilt. Der Wechsel der Epochen ist mit dem Wechsel der Produktion des Lebens verbunden. Die Entwicklung der Familie wäre ein sich neben dieser Entwicklung vollziehender Prozess.

#### Wildheit

Faustkeil

Nach Morgan und Engels lebten auf der unteren Stufe der Wildheit die Menschen zum Schutz vor Raubtieren teilweise noch auf Bäumen und ernährten sich von Früchten, Nüssen etc. Obwohl keine menschlichen Gesellschaften mehr auf dieser Kulturstufe leben, ist sie nach Engels, „die Abstammung des Menschen aus dem Tierreich einmal zugegeben, … unumgänglich.“ Auf dieser Stufe soll sich die Sprache gebildet haben. Auf der Mittelstufe der Wildheit trete die Nutzung von Wasser- und Meeresnahrungsmitteln und des Feuers auf. Der Mensch wurde unabhängiger von klimatischen Verhältnissen und begann sich entlang der Wasserwege auszubreiten, wie Funde von Steinwerkzeug bezeugten. Erste Waffen wie Keule oder Speer, welche die Jagd ermöglichten, werden eingeführt. Die Oberstufe beginne mit der Einführung von Pfeil und Bogen, welche die Jagd als regelmäßige Nahrungsquelle und normalen Arbeitszweig ermöglichten. Die Erfindung von Pfeil und Bogen setze eine „lange, gehäufte Erfahrung und geschärfte Geisteskräfte“ voraus, wie „die gleichzeitige Bekanntschaft mit einer Menge andrer Erfindungen“. Es finden sich erste Niederlassungen und „eine gewisse Beherrschung der Produktion des Lebensunterhalts“. Engels erwähnt „hölzerne Gefäße und Geräte, Fingerweberei …, geflochtene Körbe …, geschliffene (neolithische) Steinwerkzeuge.“
„Für die Wildheit war Bogen und Pfeil, was das eiserne Schwert für die Barbarei und das Feuerrohr für die Zivilisation: die entscheidende Waffe.“

#### Barbarei
Die Unterstufe der Barbarei beginne mit der Einführung der Töpferei. „Das charakteristische Moment der Periode der Barbarei“ sei „die Zähmung und Züchtung von Tieren und die Kultur von Pflanzen.“ Während bisher ein allen Gesellschaften gleicher allgemeiner Entwicklungsgang beschrieben werden konnte, müssten nun die spezifischen kontinentalen Verhältnisse Beachtung finden. Während in Eurasien „fast alle zur Zähmung tauglichen Tiere und alle kulturfähigen Getreidearten außer einer“ anzufinden waren, wäre in Amerika von zähmbaren Tieren nur das Lama in einem Teil des Südens, und von den Kulturgetreiden nur der Mais vorhanden gewesen. „Diese verschiedenen Naturbedingungen bewirken, daß von nun an die Bevölkerung jeder Halbkugel ihren besondern Gang geht, und die Marksteine an den Grenzen der einzelnen Stufen in jedem der beiden Fälle verschieden sind.“ Die Mittelstufe beginnt im Osten mit der Zähmung von Haustieren, im Westen mit der Kultivierung von Nährpflanzen und dem Gebrauch von Adoben und Stein zum Gebäudebau. Nach Engels hätte keine Gesellschaft Amerikas bis zur „europäischen Eroberung“ die Mittelstufe der Barbarei überschritten.

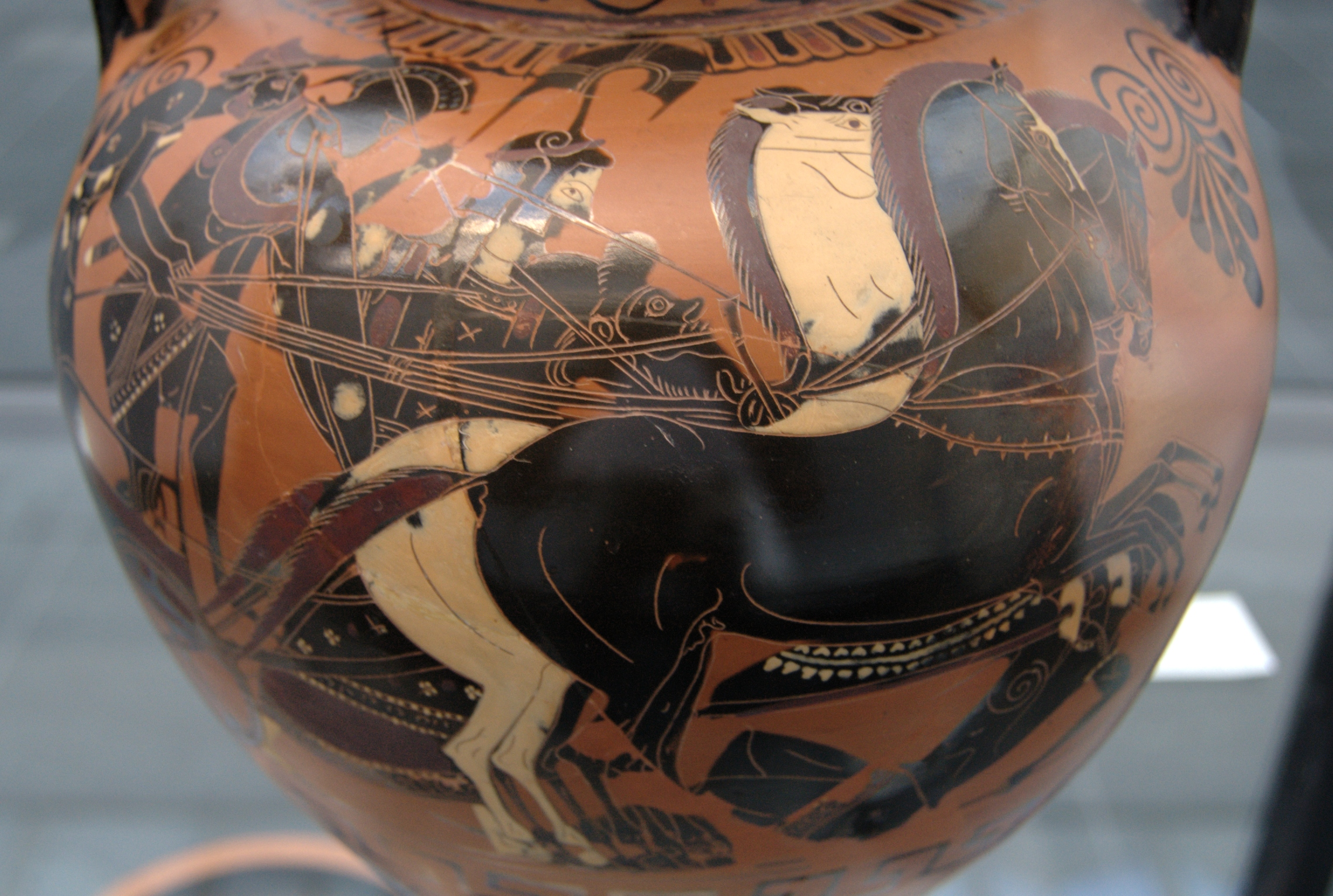
Töpferei, welche einen Streitwagen abbildet, etwa 520 v. Chr. in Vulci, heutiges Italien

„Die Indianer der sog. Pueblos in Neu-Mexiko … standen auf der Mittelstufe der Barbarei; sie wohnten in festungsartigen Häusern von Adoben oder Stein, bauten Mais und andre nach Lage und Klima verschiedene Nährpflanzen in künstlich berieselten Gärten, die die Hauptnahrungsquelle lieferten, und hatten sogar einige Tiere gezähmt - die Mexikaner den Truthahn und andre Vögel, die Peruaner das Lama. Dazu kannten sie die Verarbeitung der Metalle - mit Ausnahme des Eisens, weshalb sie noch immer der Steinwaffen und Steinwerkzeuge nicht entbehren konnten. … Im Osten begann die Mittelstufe der Barbarei mit der Zähmung milch- und fleischgebender Tiere, während Pflanzenkultur hier noch bis tief in diese Periode unbekannt geblieben zu sein scheint.“
Die Oberstufe beginnt mit dem Schmelzen von Eisenerz und „geht über in die Zivilisation vermittelst der Erfindung der Buchstabenschrift und ihrer Verwendung zu literarischer Aufzeichnung.“ Die Oberstufe sei an „Fortschritten der Produktion reicher als alle vorhergehenden zusammengenommen. Ihr gehören an die Griechen zur Heroenzeit, die italischen Stämme kurz vor der Gründung Roms, die Deutschen des Tacitus, die Normannen der Wikingerzeit“, es finden sich in entwickeltster Form Eisenwerkzeuge, der Blasebalg, die Handmühle, die Töpferscheibe, Öl- und Weinbereitung; ins Kunsthandwerk übergehende Metallbearbeitung, Wagen und Streitwagen; Schiffbau mit Balken und Planken; Architektur als Kunst, ummauerte Städte usw. Die vom Vieh gezogene Pflugschar ermöglichte „Ackerbau auf großer Stufe“.
Engels fasst am Ende des Kapitels die Thematik folgendermaßen:
„Wildheit - Zeitraum der vorwiegenden Aneignung fertiger Naturprodukte; die Kunstprodukte des Menschen sind vorwiegend Hülfswerkzeuge dieser Aneignung. Barbarei - Zeitraum der Erwerbung von Viehzucht und Ackerbau, der Erlernung von Methoden zur gesteigerten Produktion von Naturerzeugnissen durch menschliche Tätigkeit. Zivilisation - Zeitraum der Erlernung der weiteren Verarbeitung von Naturerzeugnissen, der eigentlichen Industrie und der Kunst.“

### II. Die Familie
Nach der Klassifikation der Kulturstufen widmet sich Engels der Familie, deren Entwicklung parallel zu den Kulturstufen verläuft, sich aber schlechter abgrenzen lässt. Der Reihe nach werden vier Familienformen unterschieden.

#### Blutverwandtschaftsfamilie
Die Blutverwandtschaftsfamilie stellt die ursprünglichste und älteste Familienform dar. In ihr bilden die unterschiedlichen Generationen Ehegruppen. Innerhalb der Ehegruppen gibt es keine festen Partner. Alle Großväter und Großmütter sind miteinander verheiratet, ebenso alle Mütter und Väter sowie später alle Söhne und Töchter. Die Blutverwandtschaftsfamilie ist heute ausgestorben, doch aus sehr differenzierten Verwandtschaftsbezeichnungen einiger Südseevölker lässt sich schließen, dass es sie einmal gegeben haben muss.

#### Gruppenfamilie
In der Gruppenfamilie (auch Punaluafamilie genannt) sind nicht mehr alle Generationen untereinander verheiratet, sondern immer eine Gens mit der anderen. Das setzt voraus, dass die Bevölkerung in Stämmen organisiert ist, die sich wiederum in zwei oder mehr Gentes unterteilen. Der Mann einer Gens ist also mit allen Frauen der anderen Gentes eines Stammes verheiratet. Entstehen aus einer solchen Beziehung Kinder, so sind sie Angehörige der Muttergens. Eine solche Gesellschaft ist nach Engels matriarchalisch organisiert und bildet die natürliche zweite Stufe der Familie in allen urzeitlichen Gesellschaften.

#### Paarungsfamilie
Die nächste Stufe der Familie ist die Paarungsfamilie. Damit ist erstmals ein Paar miteinander verheiratet, abgegrenzt von einer größeren Gruppe. In der Paarungsfamilie ist dem Mann allerdings die Vielweiberei erlaubt, während die Frau treu sein muss. Der Mann muss aber die Versorgung seiner Frauen gewährleisten können. Kann er es nicht, so wird er von der Frau aus dem Haus verstoßen und muss zu seiner Gens zurückkehren. Das Eheband ist leicht von beiden Seiten kündbar. Die Kinder gehören im Falle einer Trennung der Frau und ihrer Gens.

#### Die monogame Familie

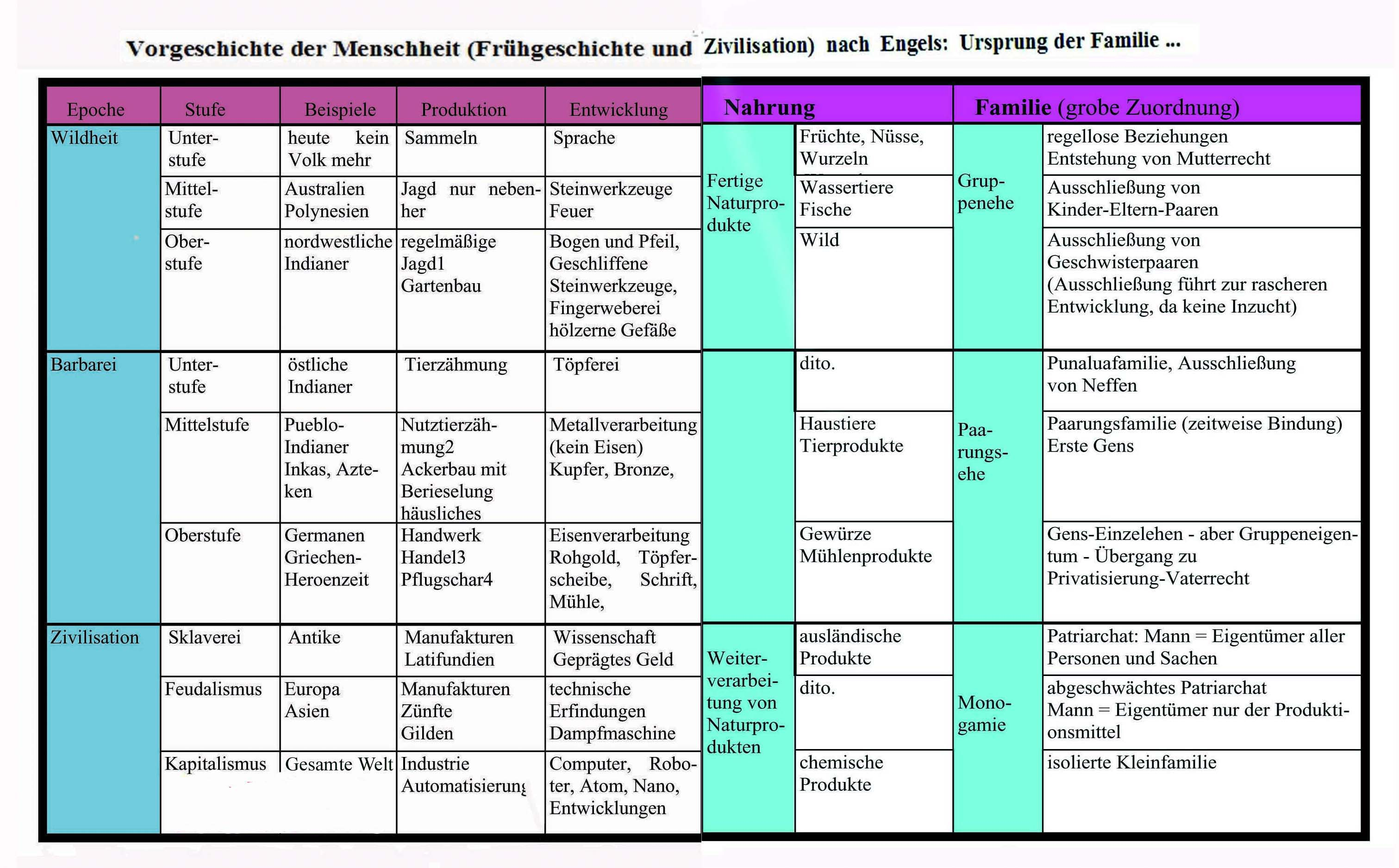
`Tabellarische Übersicht

Das Matriarchat löst sich erst mit der vorläufig letzten Familienform auf, der monogamen Familie. Sie resultiert aus der Entstehung des Privateigentums, die es Männern erlaubt, großen Reichtum anzuhäufen und die gemeinschaftliche Haushaltung einer Gens zu untergraben. Der Stamm und die Gentes lösen sich auf und werden durch Familien ersetzt, denen ein Patriarch vorsteht. Die Frau untersteht erst ab diesem Zeitpunkt dem Mann, weil sie erstmals ökonomisch von ihm abhängig ist und die Haushaltsführung in den nicht öffentlichen Bereich verschoben ist, was sie gesellschaftlich zu einer unselbständigen Tätigkeit degradiert.

## Rezeption
Die Schrift gilt als Beispiel für Evolutionismus, also die Annahme einer einheitlichen und ununterbrochenen Höherentwicklung der Menschheit, für die ab Mitte des 19. Jahrhunderts in Übertragung der Lehren Charles Darwins auf die Sozial- und Geisteswissenschaften, zahlreiche Stufenmodelle vorgelegt wurden.

## Ausgaben

### Originalausgaben
- Friedrich Engels: Der Ursprung der Familie, des Privateigenthums und des Staats. Im Anschluss an L. H. Morgan’s Forschungen. Schweizerische Genossenschaftsbuchdruckerei, Hottingen-Zürich 1884. (z. T. auch ‚Verlags-Magazin‘, Zürich 1884)
- Origina familie, proprietătei private și a statului. În legătură cu cercetările luî Lewis H. Morgan. In: Contemporanul. lașî, an. 4, 1885, Nr. 17–21; an. 5, 1886, Nr. 22–24
- L’origine della famiglia, della proprietá private e dello stato. In relazione alle ricerche di Luigi H. Morgan di Federico Engels. Versione riveduta dall’autore di Pasquale Martignetti. Benevento. Stabilimento Tipografico di F. de Gennaro 1885.
- Friedrich Engels: Der Ursprung der Familie, des Privateigenthums und des Staats. Im Anschluss an L. H. Morgan’s Forschungen. 2. Auflage. J. H. W. Dietz, Stuttgart 1886. Online
- Familjens, Privatejendommens og Statens Oprindelse. I Tilslutning til Lewis H. Morgans Undersøgelser af Friedrich Engels. Dansk, af Forfatteren gennemgaaet Udgave, besørget af Gerson Trier. København 1888. Digitalisat
- Friedrich Engels: Der Ursprung der Familie, des Privateigenthums und des Staats. Im Anschluss an L. H. Morgan’s Forschungen. 3. Auflage. J. H. W. Dietz, Stuttgart 1889.
- Friedrich Engels: Der Ursprung der Familie, des Privateigenthums und des Staats. Im Anschluss an L. H. Morgan’s Forschungen. 4. Auflage. J. H. W. Dietz, Stuttgart 1892. (=Internationale Bibliothek 11)
- Friedrich Engels: Der Ursprung der Familie, des Privateigenthums und des Staats. Im Anschluss an L. H. Morgan’s Forschungen. 5. Auflage. 8.–9. Tausend, J. H. W. Dietz, Stuttgart 1892. (=Internationale Bibliothek 11)
- Friedrich Engels: L’ origine de la famille, de la Propriété privée et de l’État. (Pour faire suite aux travaux de Lewis H. Morgan). Traduction française par Henri Ravé. Georges Carré, Paris 1893.
- Friedrich Engels: Der Ursprung der Familie, des Privateigenthums und des Staats. Im Anschluss an L. H. Morgan’s Forschungen. 6. Auflage. 10.–11. Tausend, J. H. W. Dietz, Stuttgart 1894. (=Internationale Bibliothek 11)

### Wissenschaftliche Ausgaben
- Marx-Engels-Werke, Band  21, Berlin 1961, S. 25–173. (Vorwort zur 4. Auflage MEW 22, S. 211–222.)[13]
- Marx-Engels-Gesamtausgabe, I. Abteilung, Band 29. Dietz Verlag, Berlin 1990, ISBN 3-05-003365-7.

## Forschungsliteratur
- Lawrence Krader: The Ethnological Notebooks of Karl Marx. (Studies of Morgan, Phear, Maine, Lubbock). Van Gorcum, Assen 1972 (= Quellen und Untersuchungen zur Geschichte der deutschen und österreichischen Arbeiterbewegung. Neue Folge. Band 4), ISBN 90-232-0924-9.
  - Lawrence Krader (Hrsg.): Karl Marx, die ethnologischen Exzerpthefte. Übers. von Angelika Schweikhart. Suhrkamp, Frankfurt a. M. 1976 (= edition suhrkamp. Band 800).
- Editha Nagl: Zur Geschichte der unmittelbaren Entstehung von Friedrich Engels Schrift ‚Der Ursprung der Familie, des Privateigentums und des Staats‘ und ihre Herausgabe in Deutschland (1884–1894). In: Beiträge zur Marx-Engels-Forschung. Band 3, Berlin 1978, S. 125–142.
- Ursula Herrmann: Die Verarbeitung von Ideen aus Friedrich Engels’ Schrift Der Ursprung der Familie, des Privateigentums und des Staats durch August Bebel in seinem Buch ‚Die Frau und der Sozialismus‘. In: Beiträge zur Marx-Engels-Forschung. Band 19, Berlin 1985, S. 60–72.
- Eike Kopf: Zur Wirkungsgeschichte von Engels’ Schrift ‚Der Ursprung der Familie …‘ im 19. Jahrhundert. In: Beiträge zur Marx-Engels-Forschung. Band 19, Berlin 1985, S. 73–82.
- Ursula Herrmann: Engels’ Schrift ‚Der Ursprung der Familie, des Privateigentums und des Staats‘ in der deutschen Sozialdemokratie von 1884 bis 1895. In: Marx-Engels-Jahrbuch. 10. Dietz Verlag, Berlin 1986, S. 65–102.
- Günter Guhr: Über die Entstehung und Bedeutung der Schrift von Friedrich Engels: Der Ursprung der Familie, des Privateigentums und des Staats. Staatliches Museum für Völkerkunde, Dresden 1984.
- Eleanor Leacock: The origin of the family, private property and the state. In the Light of the Researches of Lewis H. Morgan, With an Introduction and Notes by Eleanor Burke Leacock. New York 1972.